# اوتو اولندرف
اوتو اُلِندُرف (به آلمانی: Otto Ohlendorf) (زاده ۴ فوریه ۱۹۰۷ – درگذشته ۷ ژوئن ۱۹۵۱) از درجه‌داران اس‌اس آلمان بود. اولندرف فرمانده عملیاتی بود که در مولداوی، جنوب اوکراین، کریمه و شمال قفقاز دست به قتل‌عام زد. پس از شکست آلمان اتو الندرف به جنایات جنگی در طول جنگ جهانی دوم محکوم شده و اعدام شد.

## زندگی و فعالیت
وی در روستای زولده زاده شد. در سال ۱۹۲۵ به حزب نازی و در سال ۱۹۲۶ به اس‌اس پیوست. در دانشگاه لایپزیگ و دانشگاه گوتینگن، اقتصاد و حقوق خواند. وی هم‌چنین دکترای حقوق الهی را از دانشگاه پاویا دریافت کرد.
وی در سال ۱۹۳۶ به اس دی پیوست و یک مشاور اقتصادی در سازمان شد. در سال ۱۹۳۹ به درجه اس‌اس-اشتاندارتنفورر رسید و رئیس اداره سوم اداره اصلی امنیت رایش شد. وی این سمت را تا سال ۱۹۴۵ برعهده داشت.
در ژوئن ۱۹۴۱، وی توسط راینهارد هایدریش به فرماندهی گروه D نیروهای اقدام ویژه شد که در جنوب اوکراین و منطقه کریمه فعالیت می‌کرد. گروه وی مسئول کشتار ۱۴٬۳۰۰ نفر (عمدتاً یهودی) در شهر سیمفروپول در ۱۳ دسامبر سال ۱۹۴۱ بود.

## پس از جنگ
وی در پرواز هاینریش هیملر از فلنسبورگ به همراه او بود و همراه او در لونه‌بورگ دستگیر شد. در دادگاه آینزاتس‌گروپن به جنایت علیه بشریت و جنایت جنگی (از جمله کشتار ۹۰٬۰۰۰ در دوره فرماندهی گروه D نیروهای اقدام ویژه) در جریان جنگ جهانی دوم متهم و به مرگ محکوم شد. وی در ۸ ژوئن ۱۹۵۱ در زندان لاندسبرگ به‌دار آویخته‌شد.